# Jenisejsk

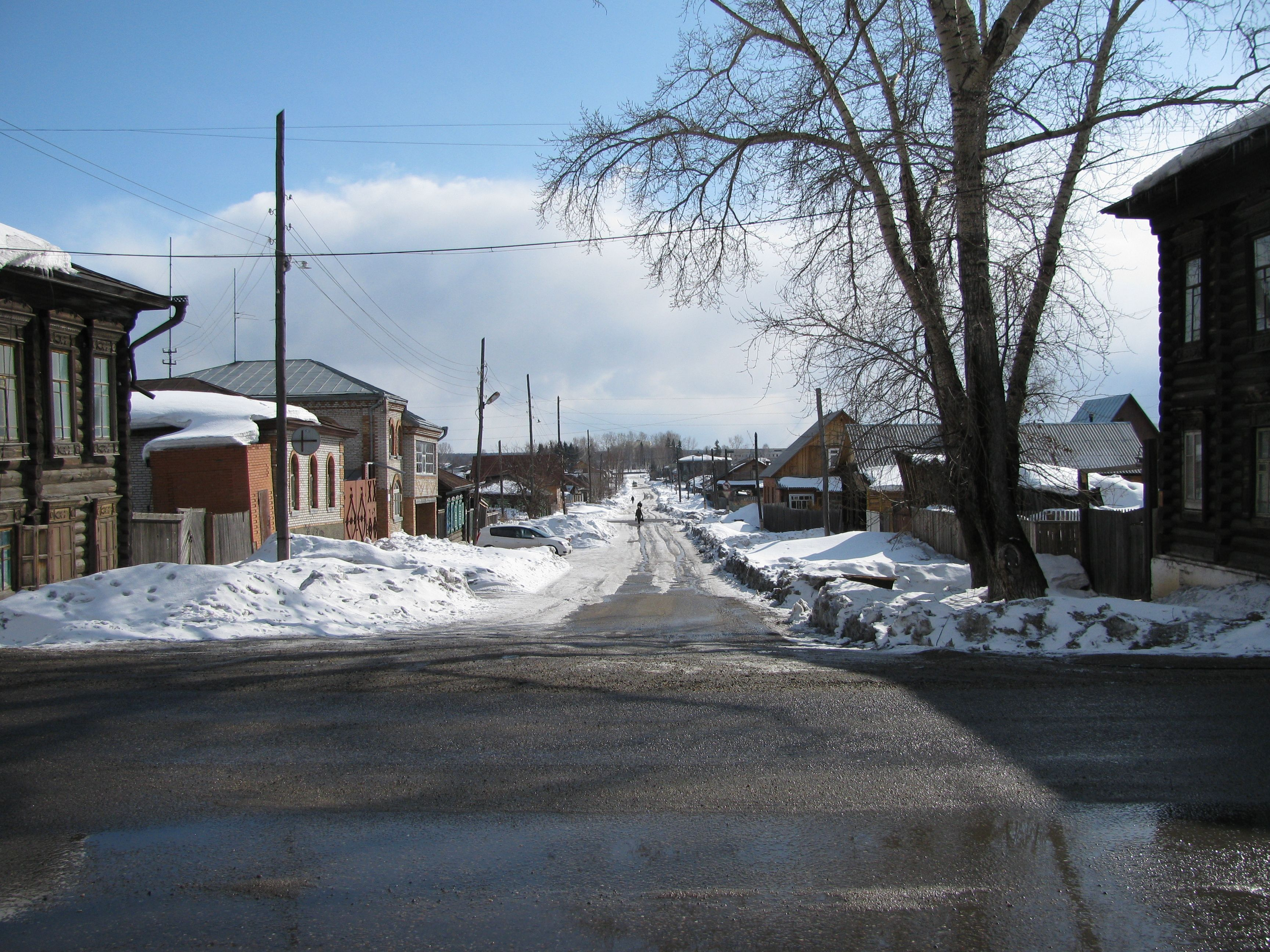
Dudarevagatan

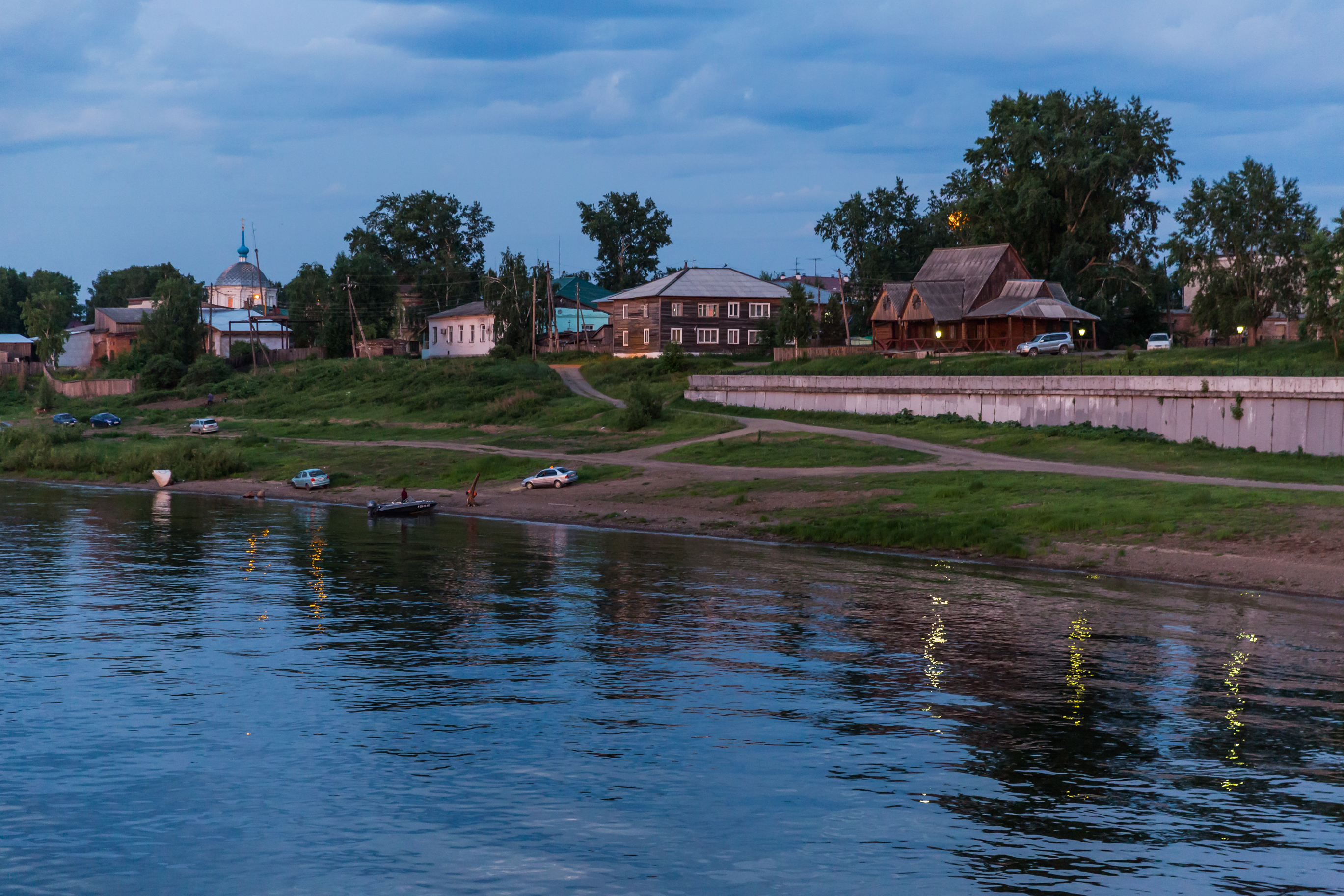
Jenisejsk vid floden Jenisej

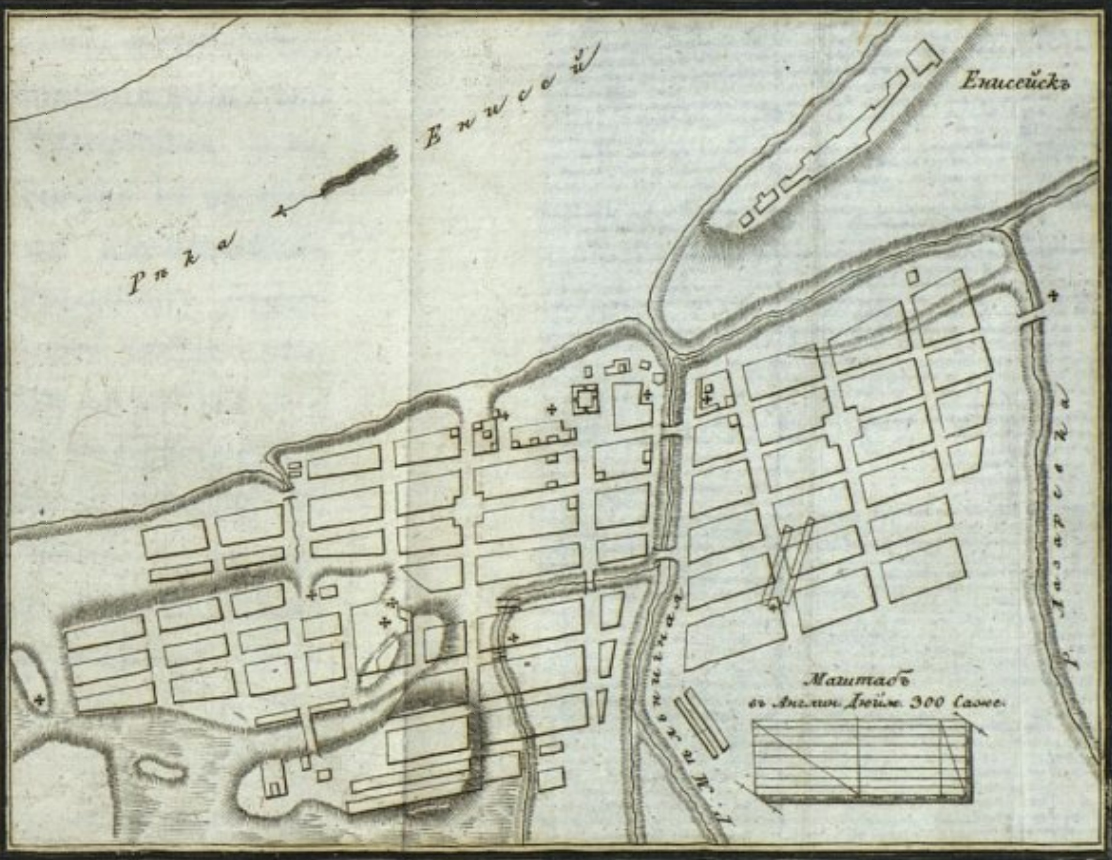
Karta över Jenisejsk 1831

Jenisejsk (ryska: Енисе́йск) är en stad i Krasnojarsk kraj i Ryssland, vid floden Jenisej, omkring 70 kilometer nedanför Angaras inflöde. Folkmängden uppgick till 18 359 invånare i början av 2015.
Staden grundades 1618 som en ostrog och var tidigare huvudstad i guvernementet Jenisejsk, med en betydande hamn, flodfiske och pälshandel. Jeniejsk nådde sitt största välstånd i mitten av 1700-talet och var då ett betudande hantverks- och handelscenter. Från 1743 uppfördes också stenhus i staden. År 1765 hade Jenisej 1.343 köpmän. Vid denna tiden hade Sibiriska landsvägen tillkommit, och vattenvägarnas betydelse för Sibirienhandeln minskat.
Efter Transsibiriska järnvägens framdragande över Krasnojarsk 1896 gick staden starkt tillbaka.

## Geografi

### Klimat
|                                            | Jan   | Feb   | Mar   | Apr  | Maj  | Jun  | Jul  | Aug  | Sep  | Okt  | Nov   | Dec   |
| ------------------------------------------ | ----- | ----- | ----- | ---- | ---- | ---- | ---- | ---- | ---- | ---- | ----- | ----- |
| Normaldygnets maximitemperaturs medelvärde | −16,3 | −11,4 | −1,8  | 6,2  | 15,0 | 22,4 | 25,0 | 21,4 | 13,4 | 3,8  | −7,0  | −13,6 |
| Normaldygnets minimitemperaturs medelvärde | −25,2 | −22,5 | −14,8 | −4,9 | 2,6  | 9,3  | 12,4 | 9,7  | 3,8  | −3,1 | −13,9 | −21,5 |
|                                            |       |       |       |      |      |      |      |      |      |      |       |       |
| Nederbörd                                  | 27,1  | 19,4  | 18,7  | 30,2 | 42,9 | 52,6 | 61,1 | 60,4 | 51,9 | 45,9 | 42,5  | 36,6  |

| Diagram | temperaturer i °C • månadsnederbörd i mm • Källa: https://eniseysk.pogoda-segodnya.ru/ | temperaturer i °C • månadsnederbörd i mm • Källa: https://eniseysk.pogoda-segodnya.ru/ | temperaturer i °C • månadsnederbörd i mm • Källa: https://eniseysk.pogoda-segodnya.ru/ | temperaturer i °C • månadsnederbörd i mm • Källa: https://eniseysk.pogoda-segodnya.ru/ | temperaturer i °C • månadsnederbörd i mm • Källa: https://eniseysk.pogoda-segodnya.ru/ | temperaturer i °C • månadsnederbörd i mm • Källa: https://eniseysk.pogoda-segodnya.ru/ | temperaturer i °C • månadsnederbörd i mm • Källa: https://eniseysk.pogoda-segodnya.ru/ | temperaturer i °C • månadsnederbörd i mm • Källa: https://eniseysk.pogoda-segodnya.ru/ | temperaturer i °C • månadsnederbörd i mm • Källa: https://eniseysk.pogoda-segodnya.ru/ | temperaturer i °C • månadsnederbörd i mm • Källa: https://eniseysk.pogoda-segodnya.ru/ | temperaturer i °C • månadsnederbörd i mm • Källa: https://eniseysk.pogoda-segodnya.ru/ | temperaturer i °C • månadsnederbörd i mm • Källa: https://eniseysk.pogoda-segodnya.ru/ |
|         | 27 -16 -25                                                                             | 19 -11 -23                                                                             | 19 -2 -15                                                                              | 30 6 -5                                                                                | 43 15 3                                                                                | 53 22 9                                                                                | 61 25 12                                                                               | 60 21 10                                                                               | 52 13 4                                                                                | 46 4 -3                                                                                | 43 -7 -14                                                                              | 37 -14 -22                                                                             |

## Bildgalleri

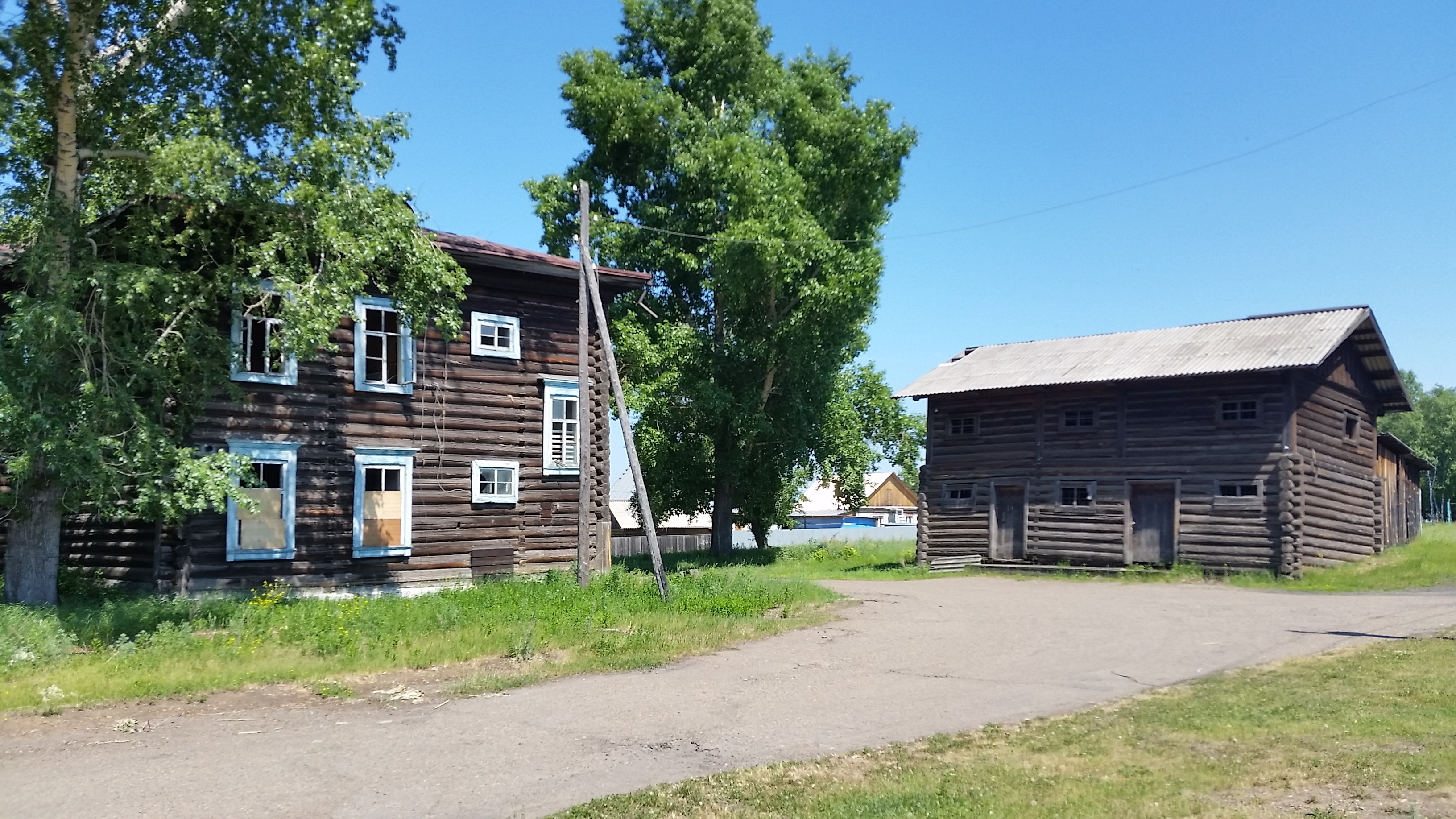
Stadens tidigare sjukhus, byggnadsminne
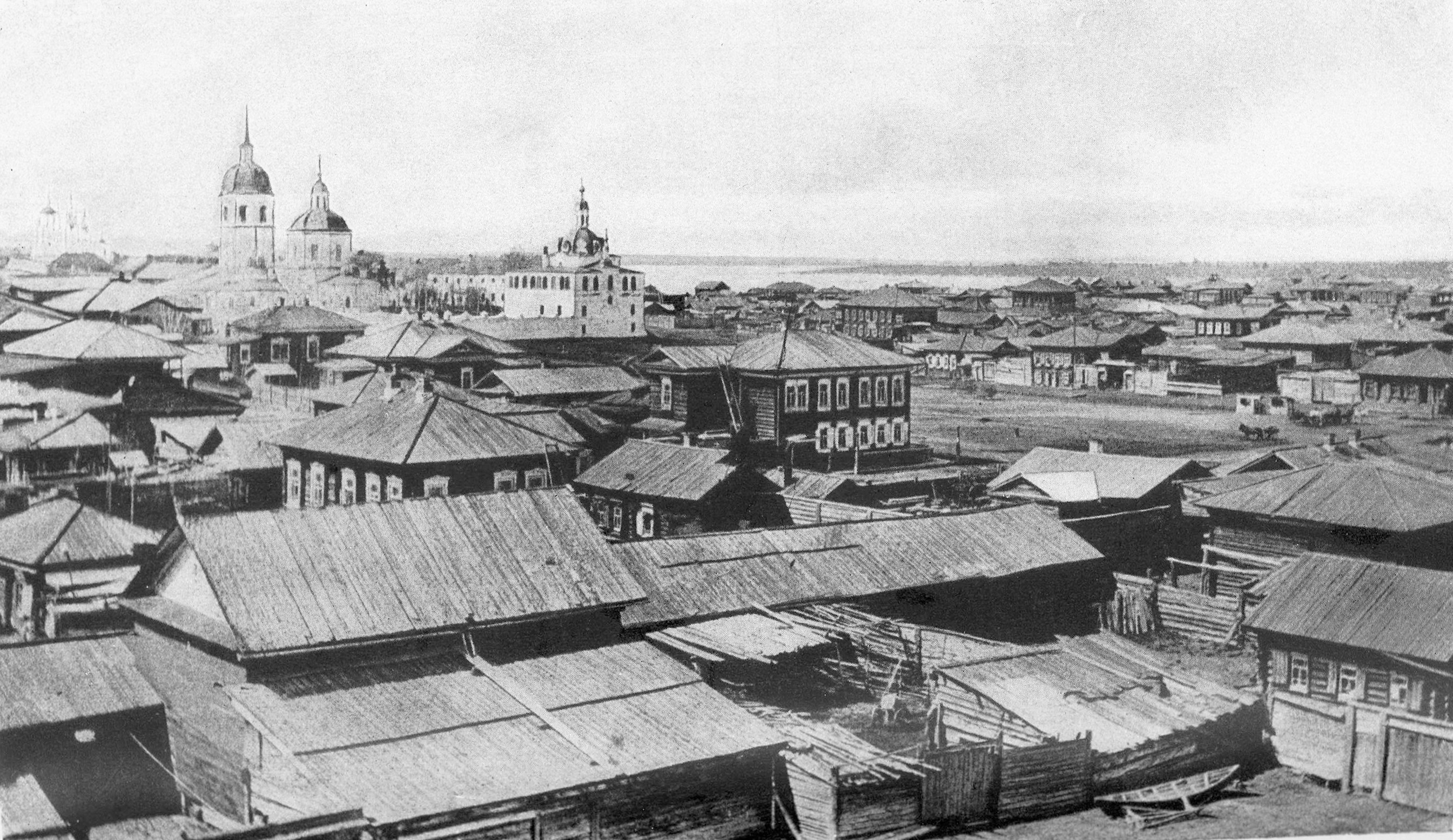
Jenisej 1913. Foto av Fridtjof Nansen.
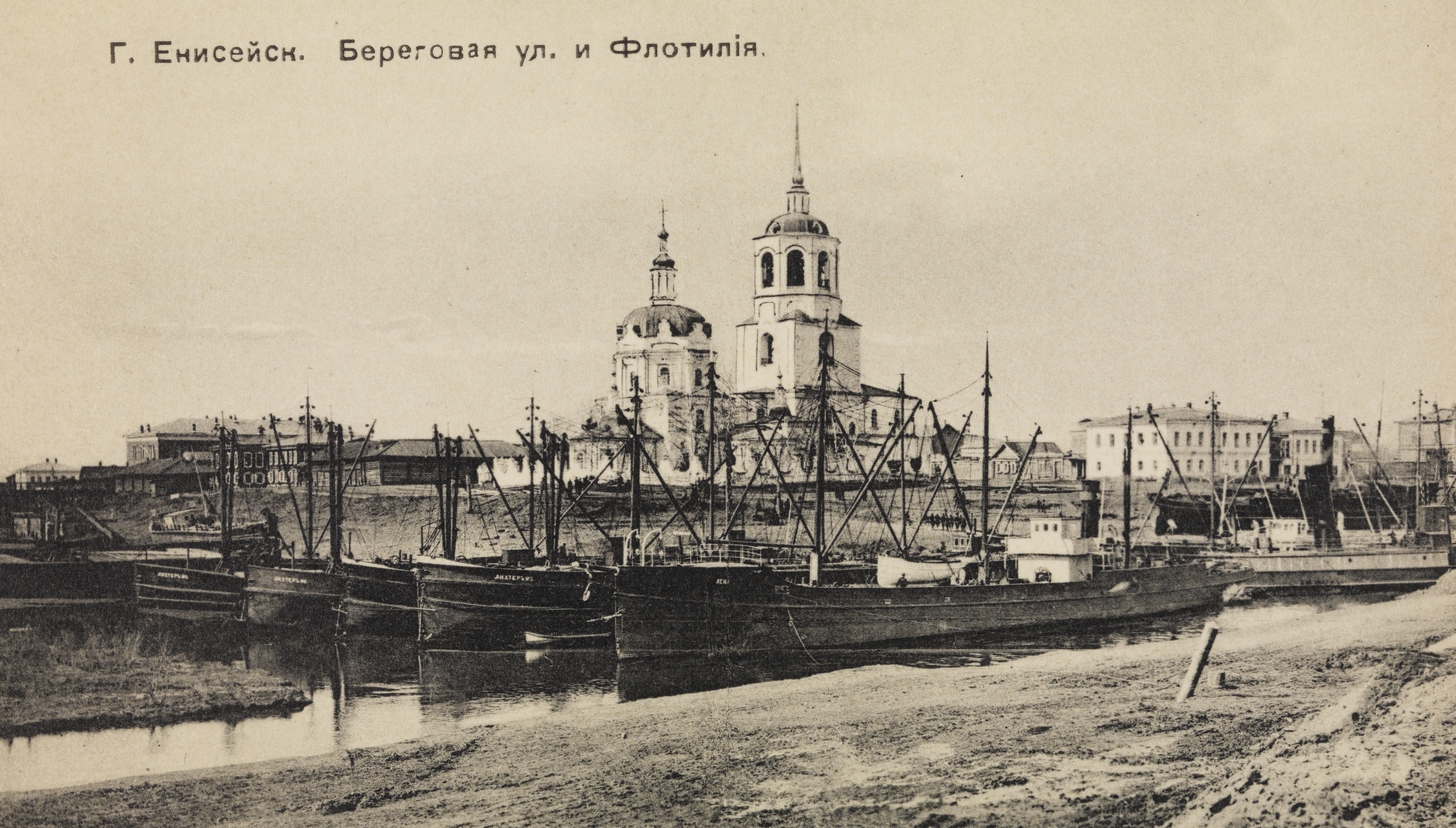
Flodhamnen 1913. Foto av Fridtjof Nansen.
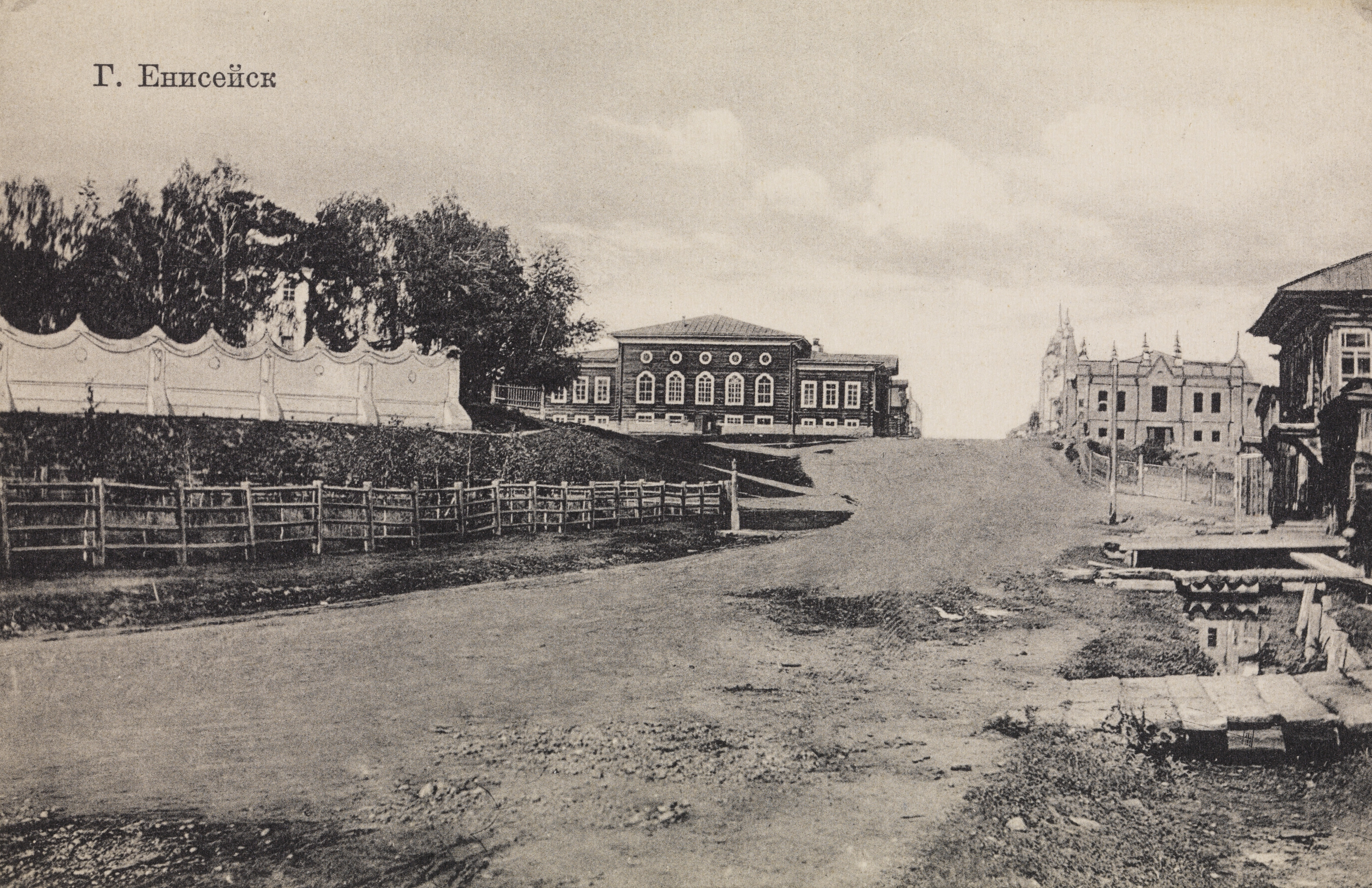
Utkant av staden 1913. Foto av Fridtjof Nansen.
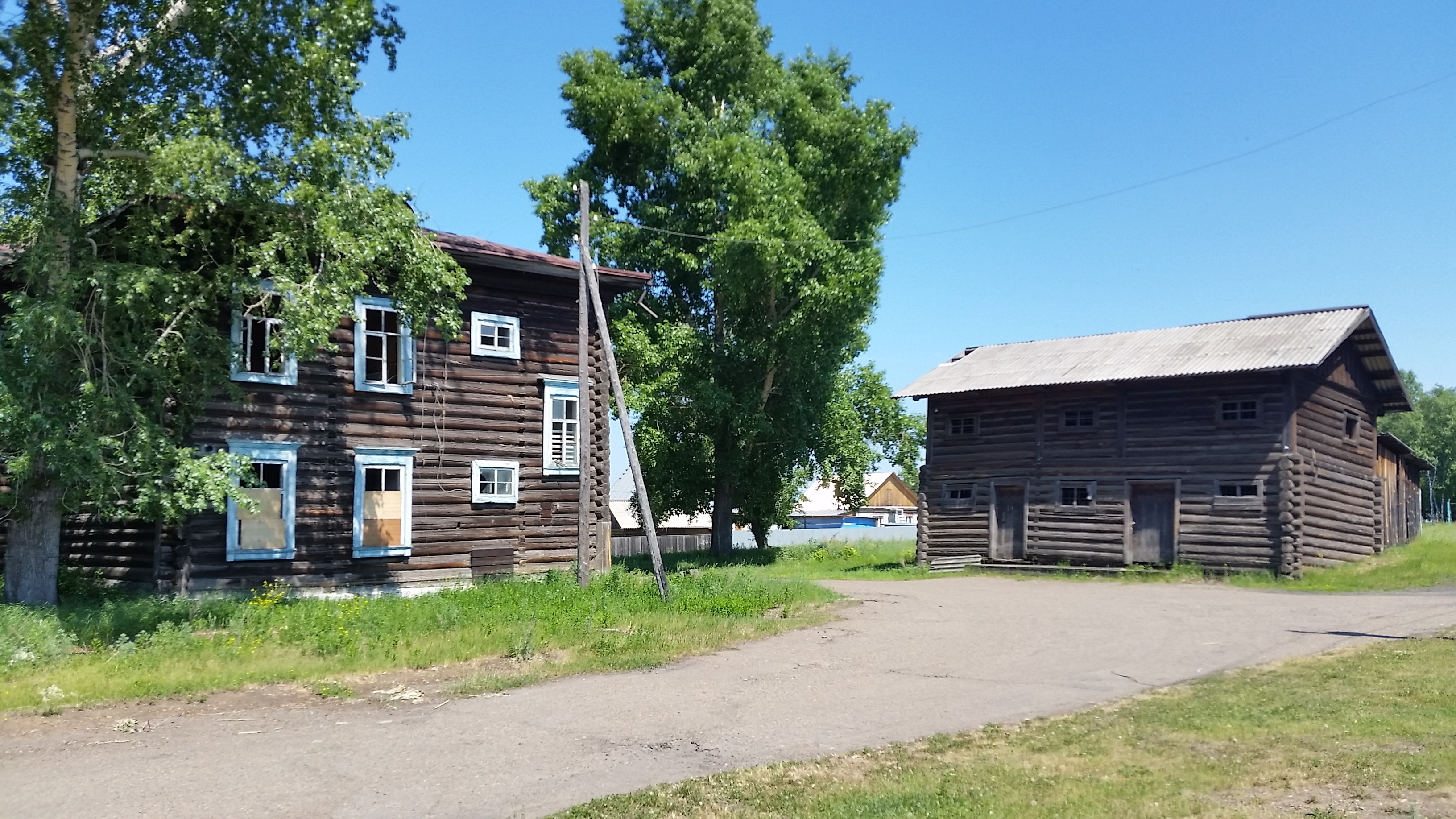
Stadens tidigare sjukhus, byggnadsminne.
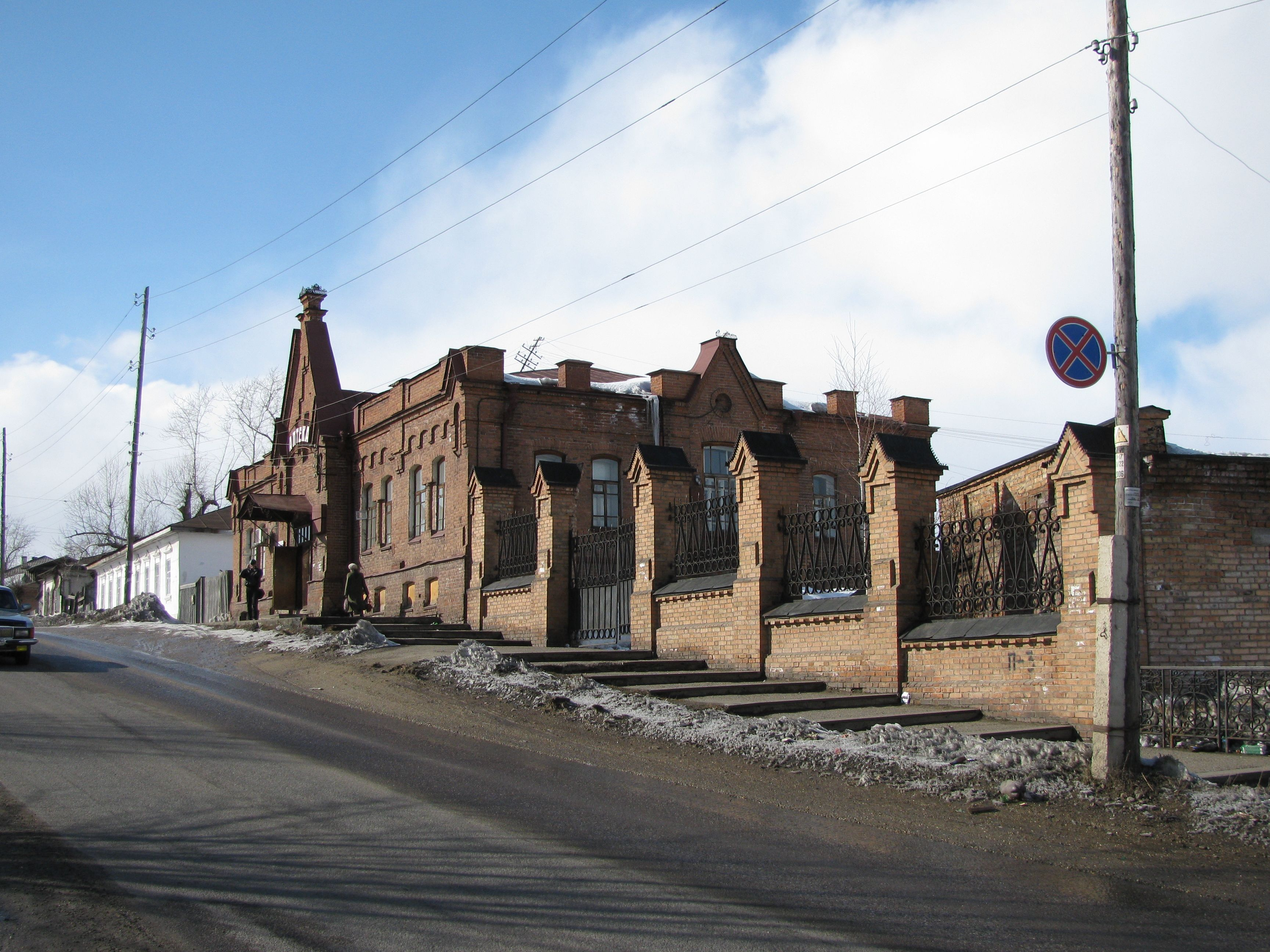
Apotek i Jenisejsk.
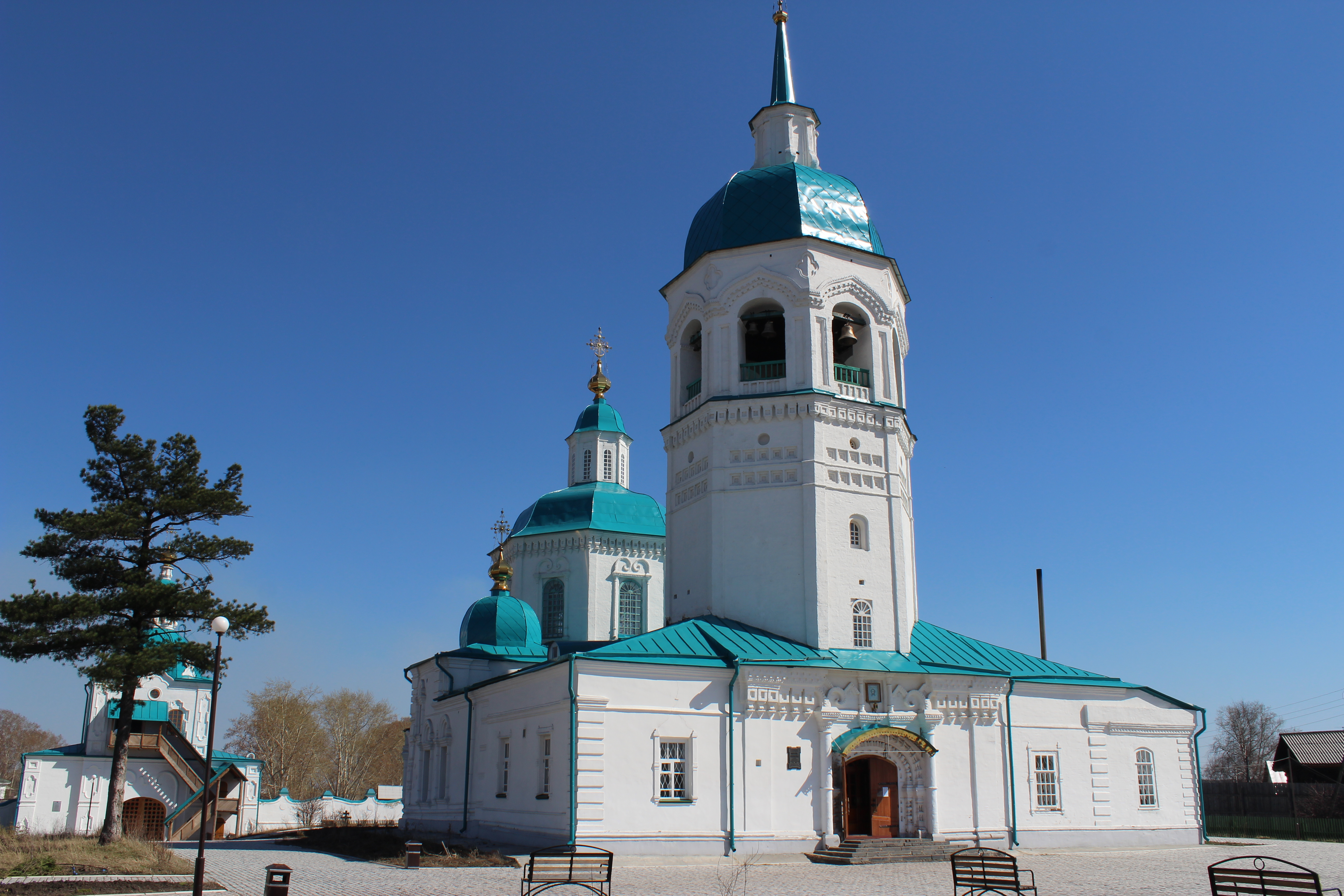
Kristi förklaringskyrkan, uppförd 1731–1756.